# Schönheide
Schönheide – gmina w Niemczech, w kraju związkowym Saksonia, w okręgu administracyjnym Chemnitz, w powiecie Erzgebirgskreis.